# أصل نقيل حزة (مذيخرة)

تعديل مصدري - تعديل

أصل نقيل حزة محلة تابعة لقرية حزة، التابعة لعزلة حزة بمديرية مذيخرة إحدى مديريات محافظة إب في الجمهورية اليمنية، بلغ تعداد سكانها 39 حسب تعداد اليمن لعام 2004.